# Actinotia radiosa
Actinotia radiosa је ноћни лептир из породице совица - Noctuidae.

## Распрострањење и станиште
Насељава централну и јужну Европу и западну Азију. Преферира сува и топла станишта, ливаде, пашњаке, камењаре на већим надморским висинама. Имаго ових ноћних лептира активан је дању, а лети у једној или две генерације годишње у зависности од географског подневља. У Србији се најчешће бележи на планинама.

## Опис и биологија
Распон крила је 28 - 32 мм. Лети од маја до августа. Гусенице живе на биљкама рода Hypericum. Активне су током лета и јесени, а врста презимљава у стадијуму лутке. Преко дана лептир слеће на различите врсте биљака на којима се храни. Ларва црвенкасто сивосмеђа. Дорзалне и субдорзалне линије тамне са косим пругама између њих бочне линије бледожуте са црвенкастом нијансом дуж центра, са издуженим црнкастим трагом на сваком сегменту изнад. Глава жућкасто-браон. Предња крила су маслинасто браон са бројним шарама, задња крила тамна са белим рубом.